# Giancarlo Alessandrini
Giancarlo Alessandrini (Iesi, Ancona, Italia, 20 de marzo de 1950) es un dibujante de cómic italiano.

## Biografía
Debutó como historietista en 1972, colaborando con el Corriere dei Ragazzi, para el que realizó varias historias de la serie Uomini contro, Fumetto verità, Anni Duemila y Lord Shark, a partir de textos de autores como Mino Milani, Alfredo Castelli, Franco Manocchia o Pier Carpi. Mediante el estudio de Alberto Giolitti, ilustró historietas bélicas para la Fleetway británica. En 1975, una vez terminada su colaboración con el Corriere dei Ragazzi, Alessandrini dibujó la serie de Eva Kant, protagonizada por la novia de Diabolik, con guion de Alfredo Castelli y Mario Gomboli. 
En 1977 comenzó su colaboración con la editorial Bonelli, dibujando Ken Parker y L'Uomo di Chicago para la colección Un uomo un'avventura. En 1980, comenzó a trabajar para Il Giornalino, dibujando varias historietas y creando graficamente la serie de Rosco & Sonny de Claudio Nizzi, de la que dibujó ocho episodios, antes de pasar el mando a Rodolfo Torti. En 1982, creó graficamente el personaje de Martin Mystère y se convirtió en el portadista de la serie, además de ser su dibujante más representativo. Para la Bonelli, ilustró también álbumes especiales de Dylan Dog, Tex y Dragonero.
En 1990 ilustró L'uomo di Mosca, escrito por Roberto Dal Prà y publicado en Torpedo de la editorial Acme. Para L'Eternauta realizó también las aventuras de Anastasia Brown y un episodio de Zona X presenta, con guion de Antonio Serra.
Para la editorial francesa Bagheera ilustró tres aventuras de Indiana Jones, escrita por Claude Moliterni. Para el mercado francés ilustró también Outremer, un cómic de género fantástico escrito por Vincenzo Beretta y editado por Albin Michel en 2001, y Quintett de Frank Giroud, publicado por Dupuis en 2007.